# آرامگاه امامزاده اسماعیل شمشک
مقبره امامزاده اسماعیل شمشک مربوط به دوره قاجار است و در شهرستان شمیرانات، بخش رودبار قصران، دهستان رودبار قصران، روستای شمشک واقع شده و این اثر در تاریخ ۲ مرداد ۱۳۸۷ با شمارهٔ ثبت ۲۳۱۳۳ به‌عنوان یکی از آثار ملی ایران به ثبت رسیده است.